# Ariarate V di Cappadocia
Ariarate V Eusebio Filopatore (in greco antico: Ἀριαράθης Εὐσεβής Φιλοπάτωρ,?, Ariaráthēs Eusebḗs Philopátōr; II secolo a.C. – 130 a.C. / 126 a.C.) fu un re della Cappadocia, figlio del re Ariarate IV.

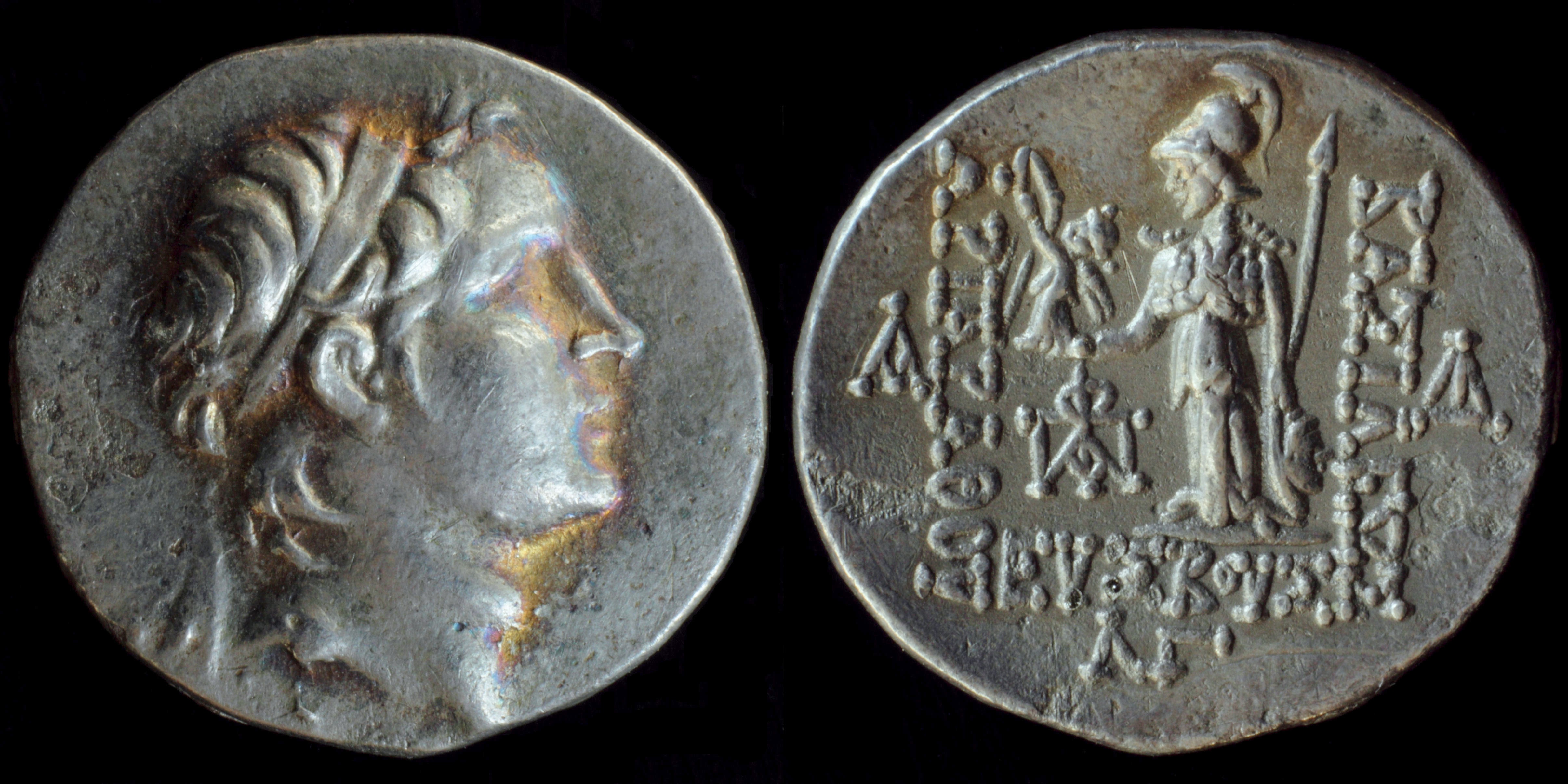
Dracma di Ariarate, coniata a Eusebeia nel 131-130 a.C.

Precedentemente chiamato Mitridate, regnò 33 anni, (163–130 a.C. o 126 a.C.), come re di Cappadocia. Si distinse per il suo eccellente carattere, la cultura filosofica e le arti liberali. Secondo Livio, venne educato a Roma; ma questo resoconto potrebbe forse riferirsi a un altro Ariarate, mentre Ariarate Eusebio probabilmente studiò nella sua giovinezza ad Atene, dove sembra fosse diventato amico del futuro re Attalo II. 
Si racconta che nel 161 a.C. inviò alla Dea Roma una corona di 10.000 stateri d'oro ed inviò ambasciatori ad informare il senato romano del suo incontro con Tiberio Gracco, dimostrandosi disponibile ad eseguire ogni ordine dei Romani. Il rifiuto però, secondo il desiderio della repubblica romana, di prendere in matrimonio la sorella di Demetrio I Sotere, quest'ultimo gli dichiarò guerra, portata avanti da Oroferne, uno dei "supposti" figli del precedente re, e pretendente al trono. Ariarate privato delle sue terre, fuggì a Roma nel 158 a.C. ca., dove venne reitegrato al regno dai romani, i quali, tuttavia, permisero a Oroferne di regnare insieme a lui, come viene espressamente riportato da Appiano, e implicitamente da Polibio. Il governo a due, comunque, non durò a lungo; perché di lì a poco vedremo Ariarate nominato come unico re.
Nel 154 a.C., Ariarate lo troviamo alleato con il re di Pergamo Attalo II nella sua guerra contro Prusia II di Bitinia, mandando suo figlio Demetrio a comandare le forze armate. Cadde nel 130 a.C., nella guerra dei romani contro Aristonico di Pergamo. In cambio degli aiuti concessi ai romani in quell'occasione, la Licaonia e la Cilicia vennero ad aggiungersi ai domini della famiglia di Ariarate. Da sua moglie Nisa (possibilmente figlia del re Farnace I del Ponto) ebbe sei eredi; ma essi furono tutti, tranne uno, uccisi, dalla loro madre, volendo in questo modo ottenere il governo del regno. Fu condannata a morte dal popolo per le sue crudeltà commesse, e l'unico sopravvissuto dei suoi figli successe al trono con il nome di Ariarate VI.
Ariarate fu un forte sostenitore dell'ellenismo; lui stesso onorato con la cittadinanza ateniese, ribattezzò le due città cappadocie di Mazaca e Tyana con i nomi greci di Eusebia. Fu munifico nelle sue donazioni ad Atene e alle sue istituzioni; rimane un'iscrizione di un'associazione di attori professionisti, i quali ringraziano lui e sua moglie per il loro mecenatismo. È anche noto che era in relazione epistolare con il filosofo greco Carneade, come attestato da Diogene Laerzio.